# ピエール・ヴァンツェル
ピエール・ローラン・ヴァンツェル（Pierre Laurent Wantzel、1814年6月5日 - 1848年5月21日）は、パリ出身のフランス人数学者で、幾つかの古代の幾何学の問題がコンパスと定規だけでは作図不可能であることを証明した。
1837年からの論文で、ヴァンツェルは以下の問題を解決した。
1. 立方体倍積問題
2. 角の三等分問題

ヴァンツェルはこれらの問題の解を定規とコンパスだけを使って作図することは不可能であることを証明した。同じ論文で、ヴァンツェルは定規とコンパスだけを使って正n角形が作図可能な辺の数nを決定する問題も解決した。
1. 定規とコンパスだけを使って、正n角形が作図可能になる必要十分条件は、その辺の数nが2の累乗と任意の数の異なるフェルマー素数の積となることである（十分条件は、1801年にガウスの『整数論』によって証明された[2]）。

1848年、パリで急死した。寝る間も惜しんで計算に熱中したことによる過労が原因だといわれている。